# یالگاتینگا
یالگاتینگا شهری در شهرستان زیمتنگا در استان بام در بورکینافاسوی شمالی است و جمعیت آن ۲۰۹ نفر است.